# الإسفين
الإسفين أو الفصيص الإسفيني أو وتد (باللغة اللاتينية:"wedge"؛ الجمع، cunei) هو الفص الأصغر في الفص القذالي للدماغ. ويحده من الأمام التلم الجداري القذالي [الإنجليزية]، ومن الأسفل التَّلم المِهمازِيّ [الإنجليزية].